# System logistyczny
System logistyczny – celowo zorganizowany i połączony zespół takich elementów (podsystemów) jak: produkcja, transport, magazynowanie, odbiorca – wraz z relacjami między nimi zachodzącymi oraz ich własnościami, warunkującymi przepływ strumieni towarów, środków finansowych i informacji.
Według E. Gołembskiej system logistyczny zdefiniować można ze względu na:
- relacje pomiędzy elementami systemu:

System logistyczny to zbiór takich podsystemów, jak: zaopatrzenie, produkcja, transport i magazynowanie, zbyt, wraz z relacjami pomiędzy podsystemami i między ich własnościami, ze stałą dążnością do wzrostu stopnia zorganizowania systemu.
- dynamikę systemu logistycznego oraz przepływy w nim:

System logistyczny to celowo zorganizowany i połączony w obrębie określonego układu gospodarczego fizyczny przepływ strumieni towarów, któremu towarzyszy przepływ środków fizycznych i informacji
System logistyczny można rozpatrywać wyróżniając w nim trzy płaszczyzny (trzy struktury):
- przestrzenną – akcentowaną w definicji poprzez połączenie elementów systemu i przepływ strumieni towarów,
- organizacyjną – definicja mówi o zorganizowaniu elementów systemu,
- informacyjną – w definicji przejawia się w postaci przepływu strumieni finansowych i informacji.

Na każdej z płaszczyzn występują przepływy oraz relacje pomiędzy elementami odpowiadających im struktur. Płaszczyzny te są ze sobą silnie powiązane i razem tworzą spójną całość opisującą wielowymiarowość systemu logistycznego. Dotyczy to w równej mierze systemów w skali makro jak i systemów logistycznych poszczególnych przedsiębiorstw.

## Podział systemu logistycznego
- opracowywanie zamówień
- zarządzanie zapasami
- zarządzanie przepływem materiałów
- transport
- magazynowanie
- pakowanie
- komunikacja
- zarządzanie logistyką

## Cechy systemu logistycznego
Dwie najważniejsze z cech systemu logistycznego to:
- wysoki stopień spójności – oznacza, iż zmiana w jednym podsystemie pociąga za sobą zmiany w pozostałych podsystemach. Wynika to z faktu, że poszczególne podsystemy są ze sobą silnie powiązane i od siebie zależne,
- elastyczność – wyraża się reagowaniem na wpływ otoczenia ekonomicznego, otoczenia konkurencji, a w związku z tym podatnością na zmiany cen, podatków, a także poziomu inflacji.

## Klasyfikacja systemów logistycznych
Do klasyfikacji systemów logistycznych najczęściej wykorzystuje się następujące kryteria:
- kryterium funkcjonalne
  - system zaopatrzenia,
  - system produkcji,
  - system dystrybucji,
  - system zwrotu towarów, odpadów.
- kryterium strukturalno-decyzyjno-funkcjonalne
  - system planowania,
  - system sterowania,
  - system organizacji,
  - system kontroli.
- kryterium uwzględniające szczebel
  - system normatywny,
  - system strategiczny,
  - system operacyjny.